# Jacometto Veneziano
Jacometto Veneziano (mort le 10 septembre 1497) est un peintre italien de la première Renaissance, à la fin du XVe siècle, qui fut actif de 1472 à 1497.

## Biographie
L'activité artistique de Jacometto Veneziano n'est connue que par un carnet de note laissé par le chroniqueur et collectionneur d'art Marcantonio Michiel. Ce dernier a en effet repéré plusieurs de ses œuvres dans des maisons patriciennes vénitiennes et padouanes : de petits portraits et des miniatures dans un livre d'heures,.
Son art du portrait est inspiré de Memling. Il meurt avant le 10 septembre 1497.

## Œuvres
- Portrait de Bartolomeo Cepolla[4] (v. 1470), Lowe Art Museum, Miami.
- Portrait d’homme[5] (1475-1497), National Gallery, Londres.
- Portrait d'un garçon (1475-1480), tempera et huile sur panneau, 23 × 20 cm, National Gallery, Londres.
- Portrait d'un jeune homme (1480), huile sur bois, 28 × 21 cm, Metropolitan Museum of Art, New York.
- Portrait d'Alvise Contarini (1485–1495), huile et or sur bois, Metropolitan Museum de New York et Daim à la chaîne, revers du portrait de Contarini. Pendant du portrait de femme[6].
- Portrait d'une femme, peut-être une religieuse de San Secondo, sœur de Vivarini  (1485–1495), huile et or sur bois, revers en grisaille, Metropolitan Museum de New York. Pendant du Portrait d'Alvise Contarini (Metropolitan)[7]
- Portrait de femme (une novice de l'Ordre de San Secondo), huile sur bois (v. 1490), 24 × 17 cm, Cleveland Museum of Art[8].
- Portrait de Dame[9], huile sur bois, 34 × 27 cm, revers à fond marbré avec une fleur, Philadelphia Museum of Art.

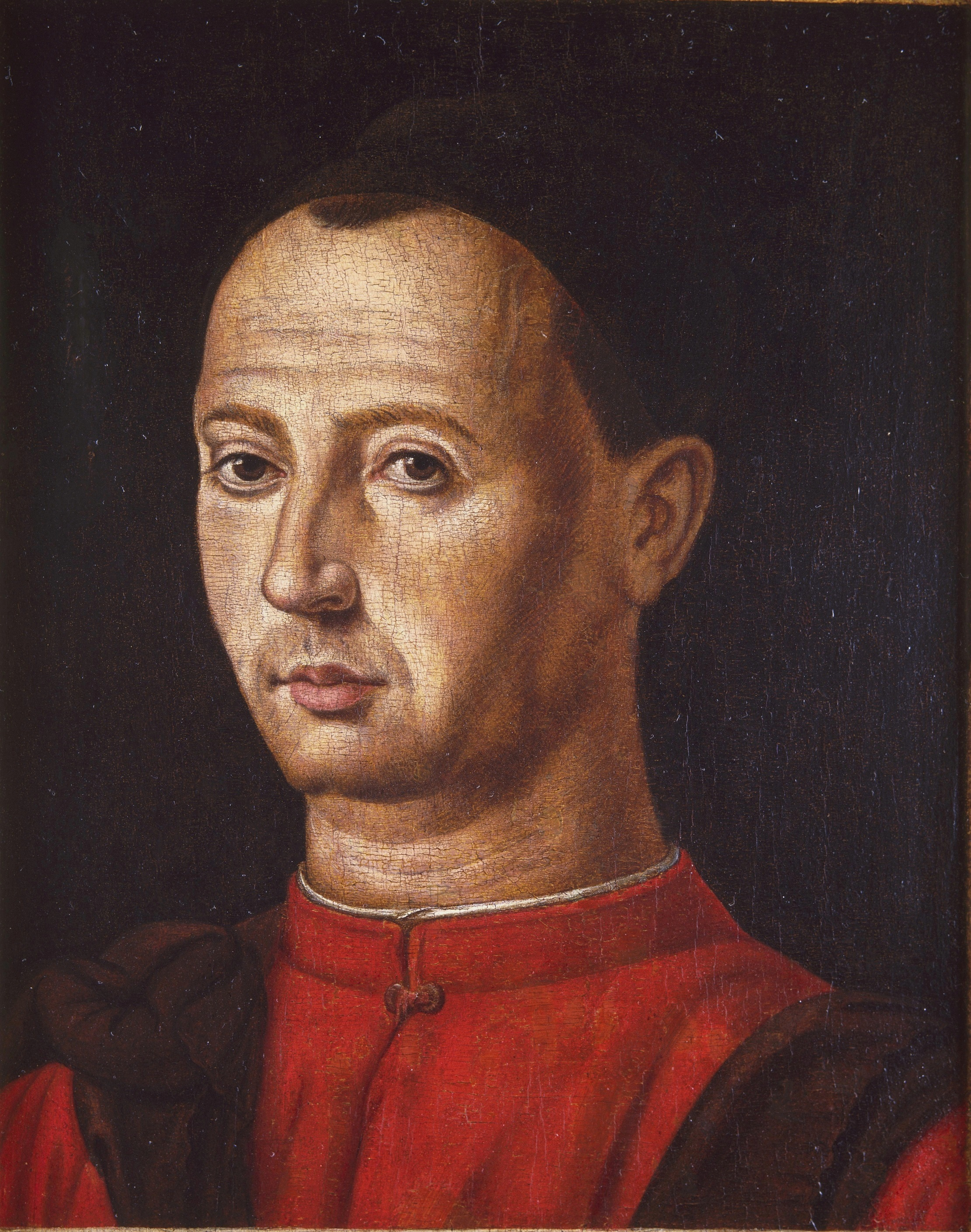
Bartolomeo Cepolla (v. 1470), Lowe Art Museum.
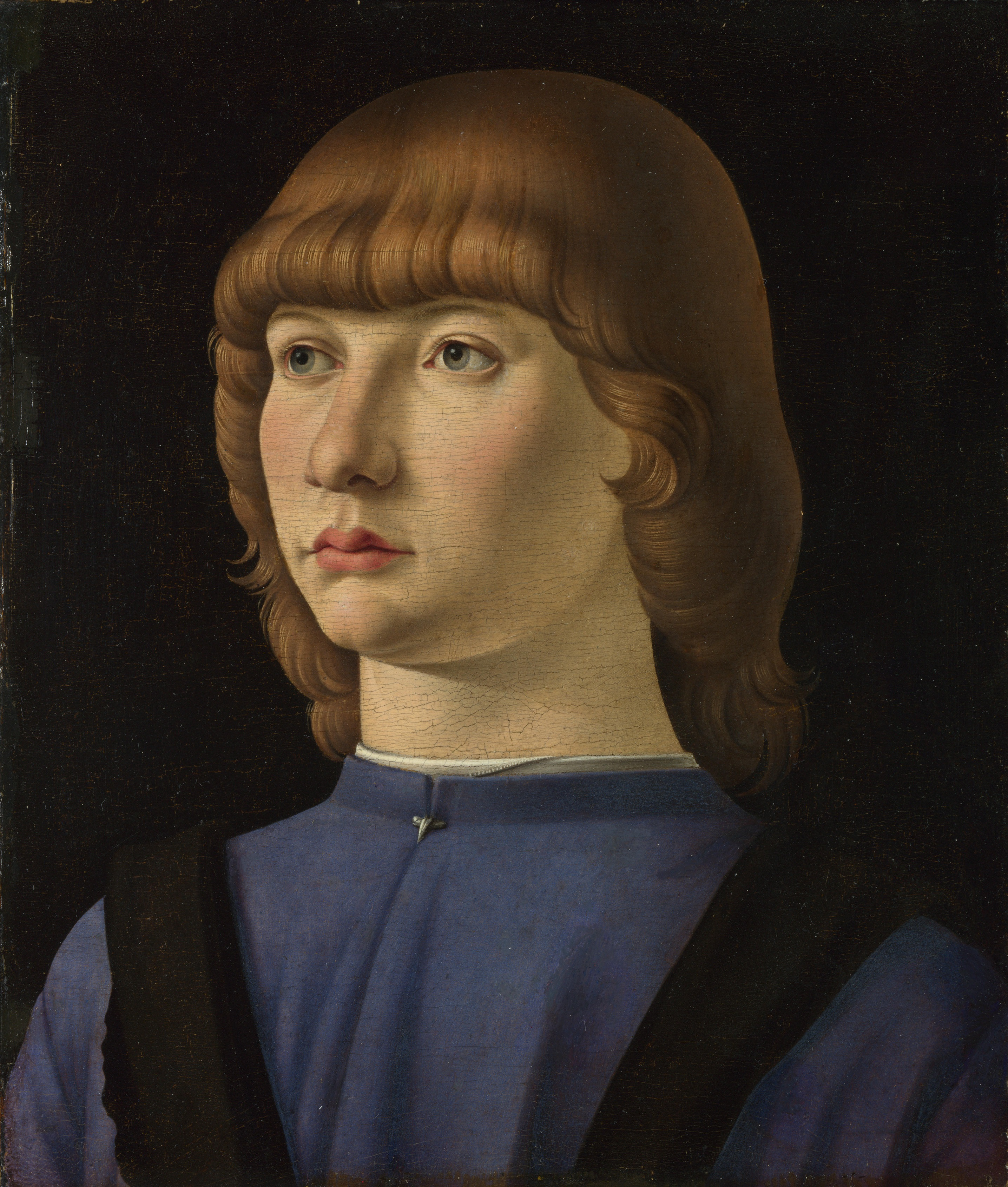
Portrait d'un garçon (1475-1480), National Gallery, Londres
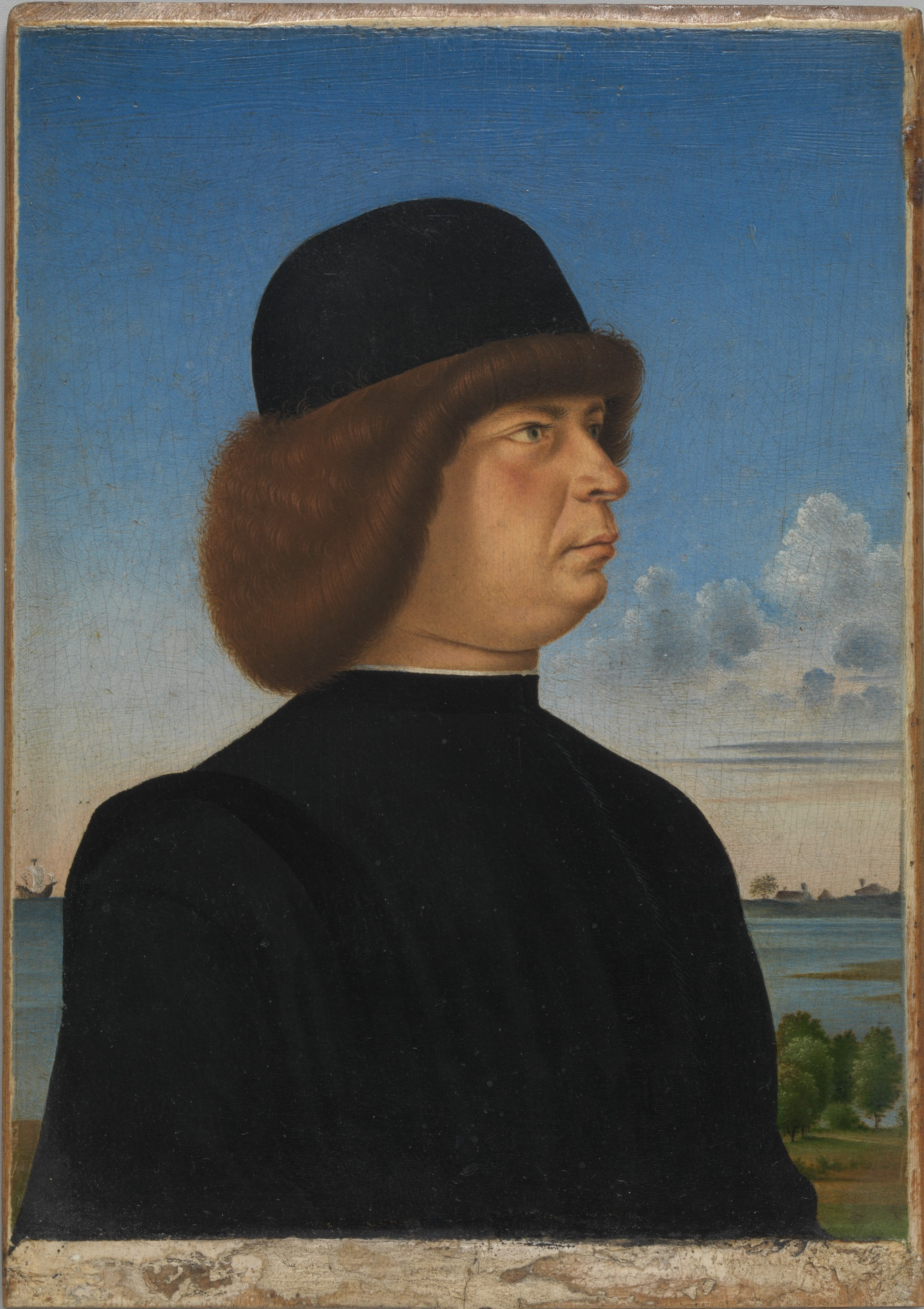
Alvise Contarini (1485-1495) Metropolitan Museum.
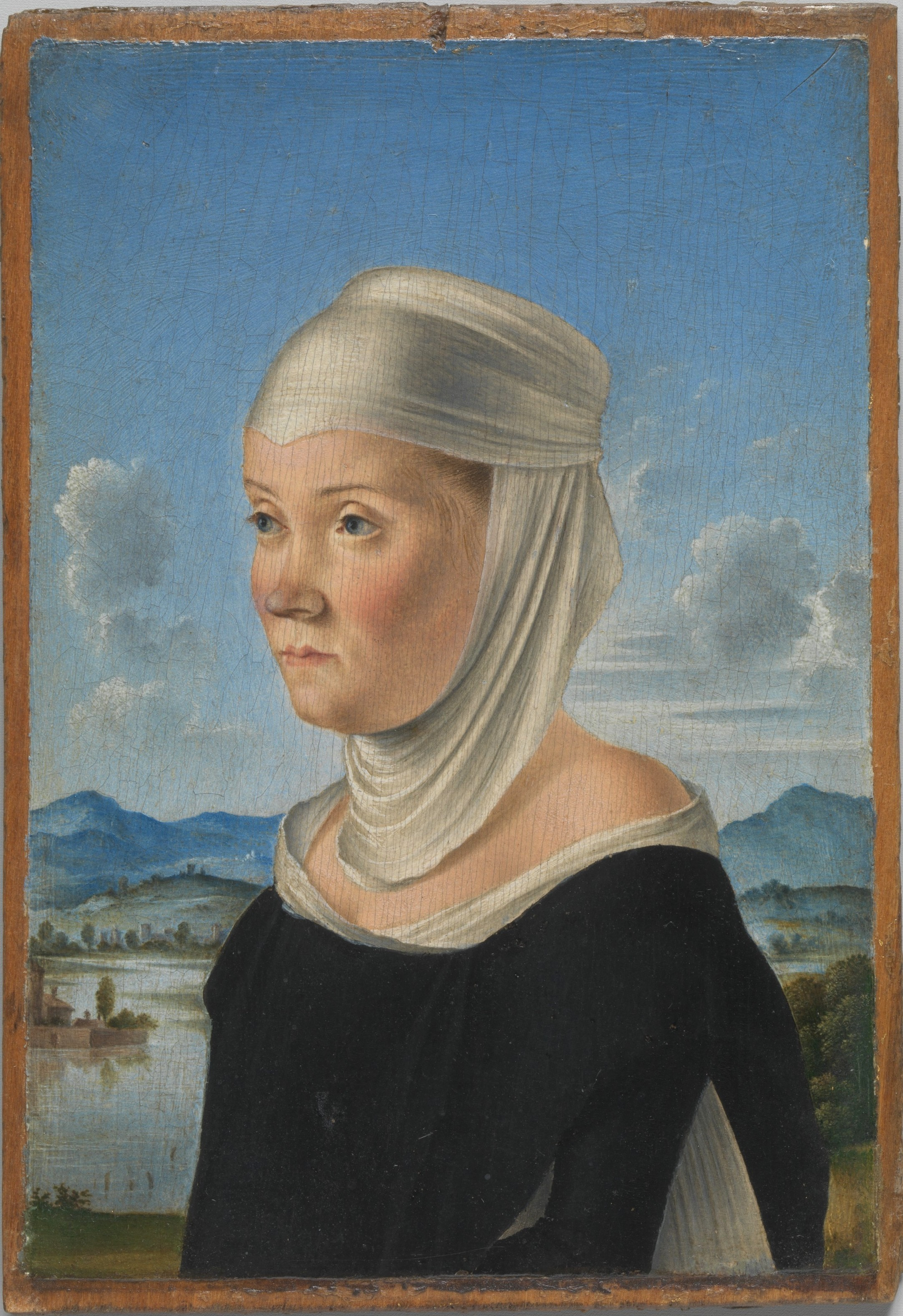
Portrait d'une religieuse ? (1485-1495) Metropolitan Museum.
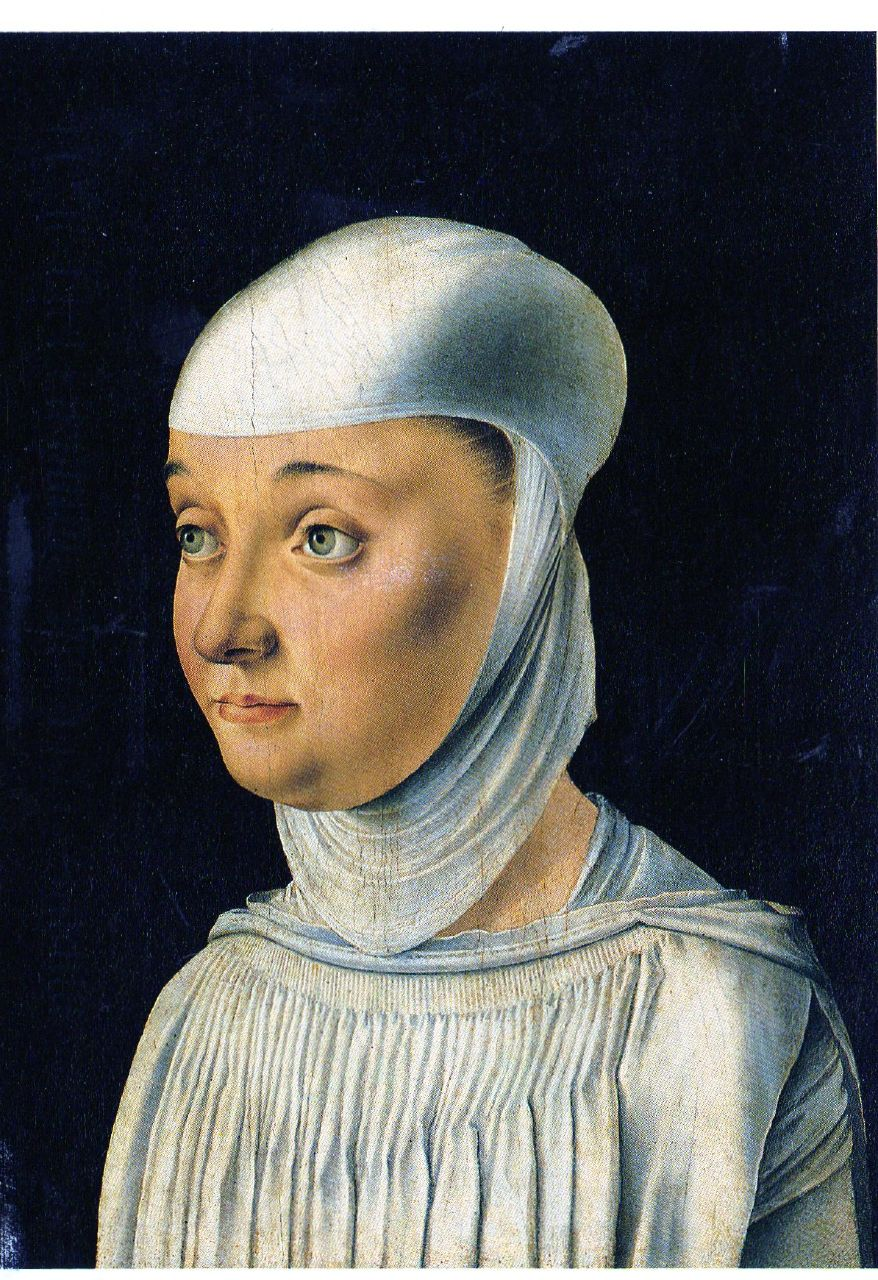
Portrait d'une novice (v. 1490) Cleveland Museum of Art.

## Source de la traduction
- (en) Cet article est partiellement ou en totalité issu de l’article de Wikipédia en anglais intitulé « Jacometto Veneziano » (voir la liste des auteurs).